# 志染町細目
志染町細目（しじみちょうほそめ）は、兵庫県三木市にある大字。旧・美嚢郡志染村大字細目。郵便番号は673-0505。

## 地理

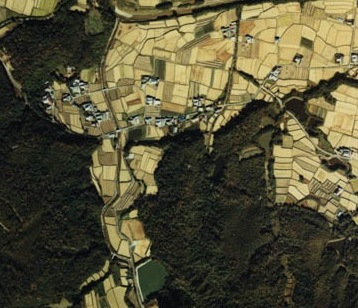
1979年度の志染町細目

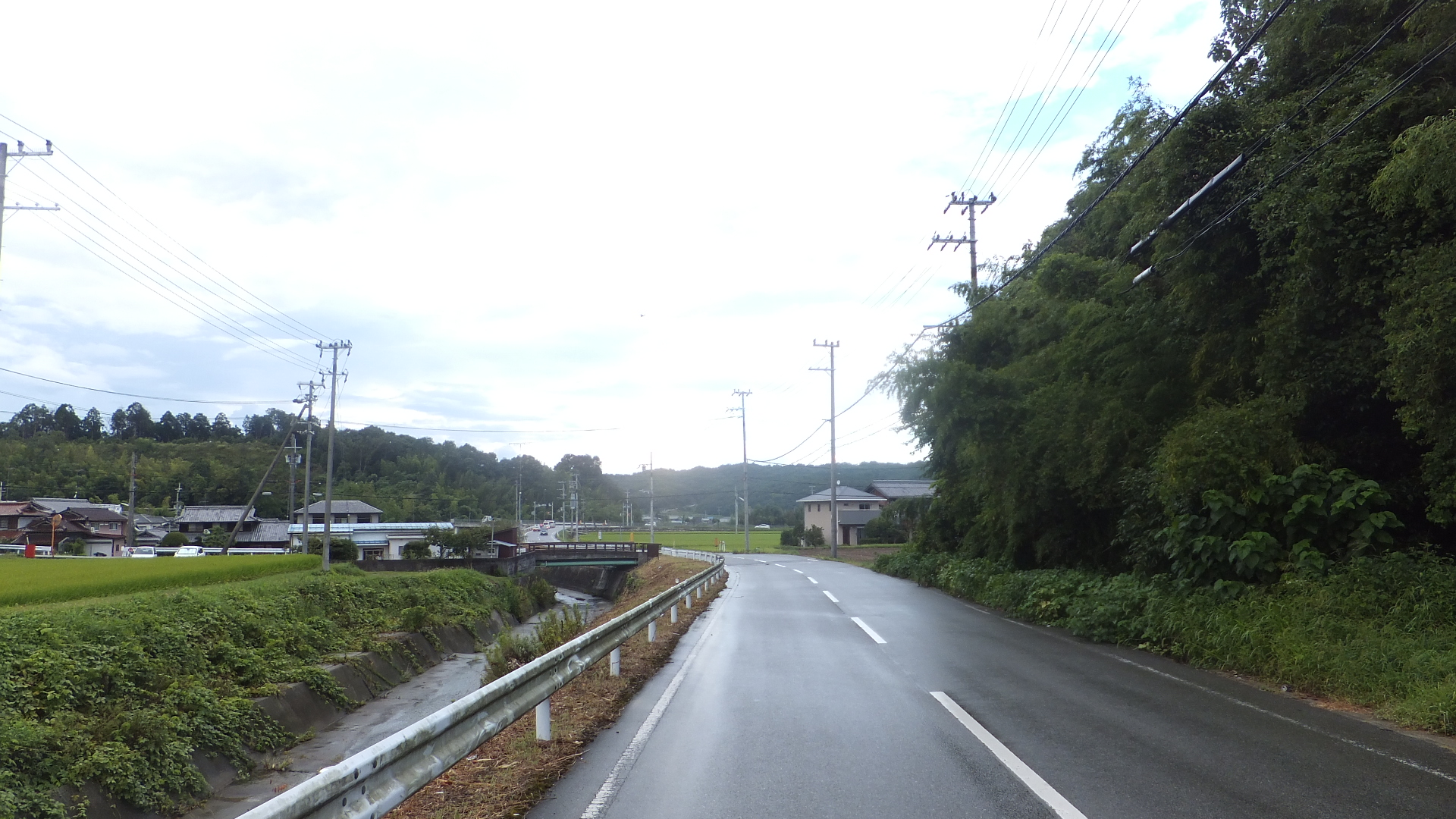
志染町細目の街並み

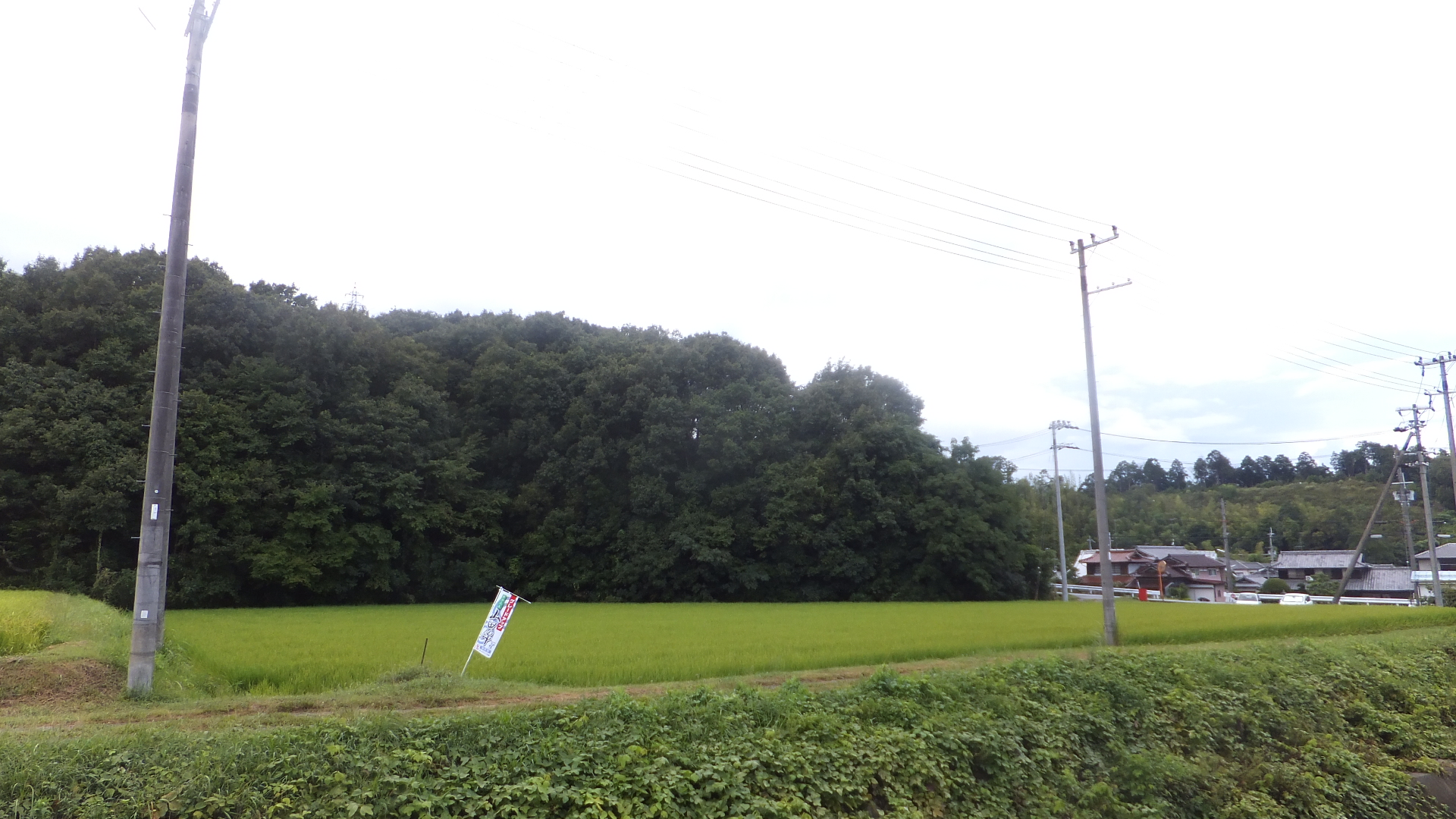
地内にある山田錦栽培地帯

- 志染川の南側、志染川左岸に位置し、山地と丘陵地である。1889年に上和田と四合谷が合併して誕生した大字であり、1954年7月1日に三木市編入に伴い、地内の南側は志染町四合谷へと分割された。現在は北側に住宅地と農場が混在し、圃場整備事業が完了している。南側は丘陵地の谷間に大小多数のため池がある。[4][5][6][7]東側は志染町青山、志染町高男寺・西側は志染町東自由が丘、志染町吉田・南側は志染町四合谷・北側は志染町安福田と接する。

### 河川
- 志染川[7]
- 細目川[7]
- 四合谷川[7]
- 藪下川[7]

## 歴史
- 1954年7月1日 - 三木市へ編入し、三木市志染町細目になる。[8]

### 字域の変遷
| 実施前               | 実施年       | 実施後           |
| -------------------- | ------------ | ---------------- |
| 美嚢郡志染村大字細目 | 1954年7月1日 | 三木市志染町細目 |

## 世帯数と人口
2022年（令和4年）2月28日現在の世帯数と人口は以下の通りである。
| 町丁       | 世帯数 | 人口  |
| ---------- | ------ | ----- |
| 志染町細目 | 47世帯 | 109人 |

## 小・中学校の学区
市立小・中学校に通う場合、学区は以下の通りとなる。
| 番地 | 小学校             | 中学校               |
| ---- | ------------------ | -------------------- |
| 全域 | 三木市立志染小学校 | 三木市立緑が丘中学校 |

## 施設
- 三木ロイヤルテニスクラブ
- 細目公民館
- 天理教志染分教会
- 三木市民農園　細目ファーム[10] [11]

## 交通
地内に公共交通機関は通っていない

### 道路
- 兵庫県道38号三木三田線
  - 志染バイパス